# В последний час
«В последний час» — советский чёрно-белый фильм известного кинорежиссёра грузинского происхождения Михаила Чиаурели.

## Сюжет
1918 год. Один из южных городов захвачен белыми. Подпольный большевистский комитет готовит в городе вооружённое восстание. С фронта ожидается прибытие отряда красноармейцев. Чтобы не допустить их в город, белые подрывают ж/д пути. Для восстановления работы железной дороги большевик Забелин организовывает бригаду рабочих.

## В ролях
- Александра Тоидзе — Дина
- Александр Калабегишвили
- Александр Такайшвили — играет самого себя
- М. Стаценко
- А. Мурусидзе
- Николай Санишвили
- Александр Джалахашвили
- М. Забелин